# Siegmund Hadda
Siegmund Hadda (ur. 23 lipca 1882 w Koźlu, zm. 20 października 1977 w Nowym Jorku) – niemiecki chirurg. Uczęszczał do szkoły w Katowicach, od 1901 studiował medycynę na Uniwersytecie Wrocławskim. Był uczniem Emila Ponficka i Jana Mikulicza-Radeckiego. Od 1906 był asystentem w Szpitalu Żydowskim we Wrocławiu. W 1911 roku wyjechał na krótko do Stanów Zjednoczonych, zapoznać się z tamtejszą chirurgią. Od 1939 r. był dyrektorem wrocławskiego szpitala żydowskiego aż do jego likwidacji w czerwcu 1943 r., po czym został wysłany do obozu Theresienstadt. Po wojnie wyemigrował do Nowego Jorku. W 1947 r. otworzył praktykę w Queens i pracował do 1962 r., kiedy przeszedł na emeryturę.
Jego bratem był architekt Moritz Hadda.